# Пятницкие водяные ворота
Пятницкая башня (Водяная, Воскресенская) — одна из башен Смоленской крепостной стены. До наших дней в первозданном виде не сохранилась, на её месте построено новое здание, которое располагается на улице Студенческой.

## Местонахождение и внешний вид

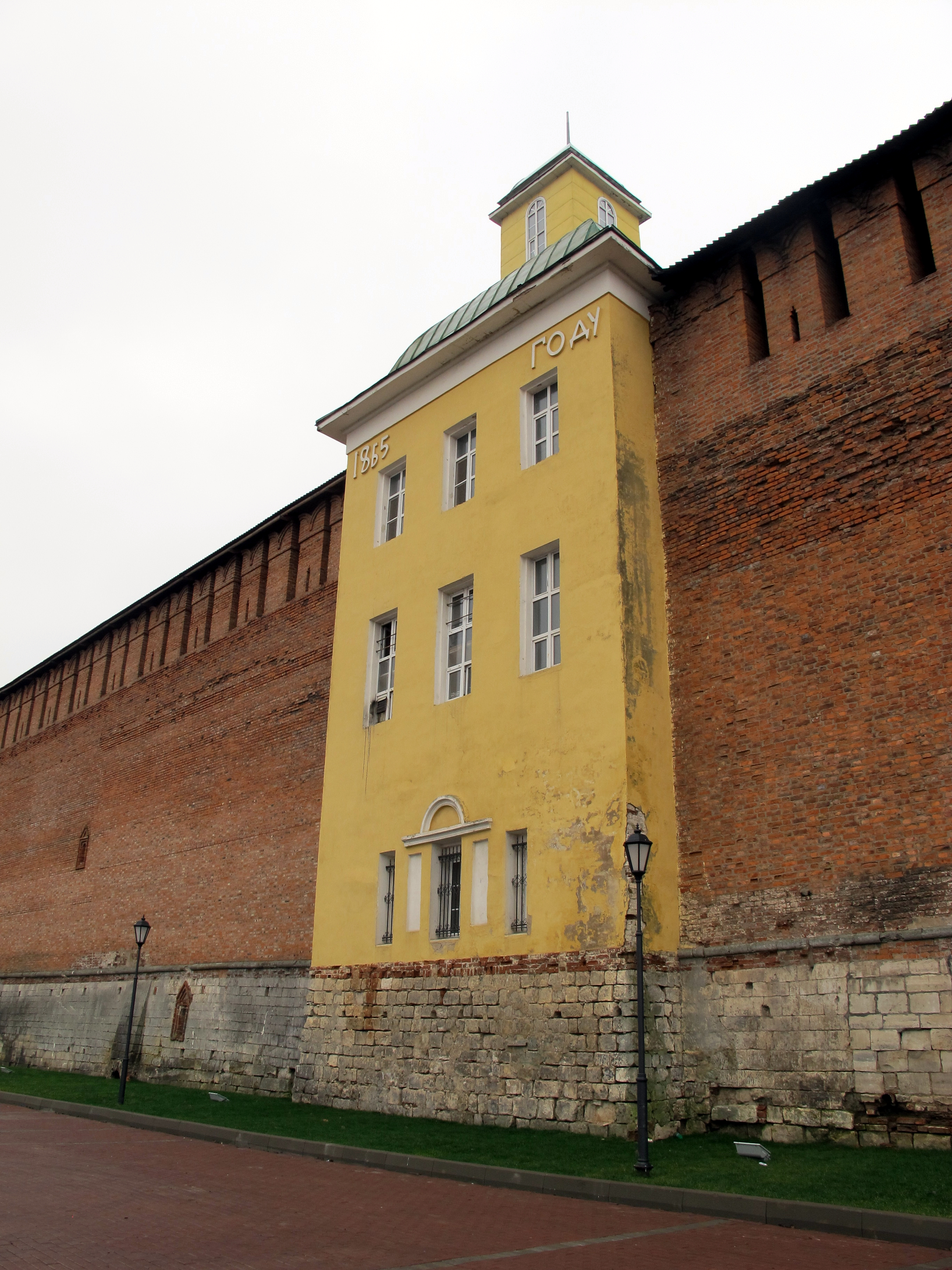
Современное состояние бывшей Водяной башни, 2013 год

Башня располагалась у Днепра, между башнями Иворовской и Городецкой (обе не сохранились до наших дней). Представляла собой четырёхугольную башню с проезжими воротами. В настоящее время в башне работает ресторан «Темница». Находится на улице Студенческой, между двумя домами за номерами 4 и 6.

## История
В 1706 году в башне находился пороховой погреб, тогда же была сооружена земляная крепость по берегу Днепра. До 1721 года башня частично пострадала во время постройки деревянной крепости. В 1765 году перестроена в церковь. В 1804—1806 годах возле башни был построен острог, после чего в 1808 году церковь была переосвящена в Никольскую острожную церковь.
В ночь на 5 ноября (по новому стилю — 17 ноября) 1812 года Пятницкая башня была взорвана оставляющими Смоленск войсками императора Наполеона. Церковь была заново отстроена в 1816 году в стиле ампир, стилизована под оригинальные башни и освящена во имя святого Николая Чудотворца. В 1865 году она была переосвящена во имя святого Тихона Задонского, а в 1881 году преобразована в домовую церковь при Ланинской богадельне и ремесленном училище. После Октябрьской революции 1917 года церковь закрыли. В 1928—1930 годах здесь находился Музей Революции (позже переведён в Богоявленский собор), после этого там было устроено общежитие для учащихся.
Своё название «Водяная» башня, предположительно, получила потому, что во время осады польскими войсками в 1609—1611 годах в ней находился резервуар, от которого начинался общегородской водопровод, вода в который поступала напрямую из Днепра. Название «Воскресенская» башня получила позднее, от Воскресенской улицы (ныне — улица Войкова). В Росписном списке за 1665 год башня называется «Пятницкими воротами».
В конце 1990-х — начале 2000-х годов в здании располагалось предприятие по производству керамики. До 2015 года в башне работали «Музей русской водки» и ресторан «Смоленская крепость».